# Сербер
Сербер (фр. Cerbère) насеље је и општина у јужној Француској у региону Лангдок-Русијон, у департману Источни Пиринеји која припада префектури Сере.
По подацима из 2011. године у општини је живело 1382 становника, а густина насељености је износила 168,95 становника/km². Општина се простире на површини од 8,18 km². Налази се на средњој надморској висини од 25 метара (максималној 643 m, а минималној 0 m).

## Демографија
| 1962. | 1968. | 1975. | 1982. | 1990. | 1999. | 2011. |
| ----- | ----- | ----- | ----- | ----- | ----- | ----- |
| 1.690 | 2.064 | 1.940 | 1.641 | 1.461 | 1.487 | 1.382 |

График промене броја становника у току последњих година